# یکه‌خانه، گوی‌چای
یکه‌خانه (به ترکی آذربایجانی: Yekəxana) یک منطقهٔ مسکونی در جمهوری آذربایجان است که در شهرستان گوی‌چای واقع شده‌است. یکه‌خانه ۷۱۴ نفر جمعیت دارد.